# Gloria Dea
Gloria Dea (* 25. August 1922 in Oakland, Kalifornien; † 18. März 2023 in Las Vegas, Nevada), bürgerlich Gloria Metzner, war eine US-amerikanische Zauberkünstlerin und Schauspielerin. Sie gilt als erste Magierin, die in einem Casino am Las Vegas Strip auftrat.

## Leben
Gloria Metzner wurde 1922 im kalifornischen Oakland als Tochter eines Farbverkäufers und einer Näherin geboren. Ihr Vater erwarb sich als Magier einen Nebenverdienst, wodurch Gloria schon als Kleinkind in Kontakt mit der Zauberei kam. Schon bald trat Metzner zunächst an der Seite ihres Vaters, dann alleine auf. Die Oakland Tribune porträtierte die Siebenjährige 1929 als die „jüngste aktive Magierin der Welt“. Im Laufe der Jahre nahm sie den Künstlernamen Gloria Dea an. Neben eigentlichen Zaubertricks band sie auch musikalische Elemente und andere Künste in ihre Auftritte ein. 1940 war sie als Kleindarstellerin Teil einer Varieté-Schau im Rahmen der Golden Gate International Exposition. Ein Jahr später, im Mai 1941, trat sie als Zauberin im El Rancho Vegas, einem neuen Hotel und Casino am Las Vegas Strip auf. Dieser Auftritt gilt als heute als erster Auftritt eines Magiers überhaupt in einem Casino am Las Vegas Strip; Dea begründete damit die lange Tradition der in Las Vegas aktiven Magier.
Mitte der 1940er versuchte sich Dea zunehmend auch als Schauspielerin in Hollywood, kam aber hauptsächlich nur in kleinen Rollen zum Einsatz. Für ihre Filmkarriere verließ sie Las Vegas und ließ sich im Süden Kaliforniens nieder. Öffentliche Aufmerksamkeit wurde ihr zuteil, als sie als Nebendarstellerin im Musicalfilm Bezaubernd aber gefährlich (1945) am Set in einer Drehpause den Orchesterleiter Jack Statham heiratete. Diese und zwei weitere Ehen überdauerten aber nur einige Monate; erst ihre vierte ab 1975 war langfristig vom Glück gesegnet und dauerte bis zum Tod des Gatten im Jahr 2022. Derweil spielte sie 1952 in King of the Congo ihre einzige nennenswerte Hauptrolle in einem Film, eine weitere kleine Nebenrolle nahm sie unter anderem 1957 im Film Plan 9 aus dem Weltall an. Kurz danach beendete sie ihre Karriere im Show-Geschäft und bestritt fortan ihren Lebensunterhalt als Versicherungsmaklerin und Autohändlerin im San Fernando Valley. Mit 80 Jahren zog sie nach Las Vegas zurück.
Erst an ihrem Lebensende, das sie in einem Pflegeheim in Las Vegas verbrachte, wurde die längst vergessene und mittlerweile 98 Jahre alte Magierin wiederentdeckt. Unabhängig voneinander stießen zwei Magier auf die Geschichte der ersten Zauberin von Las Vegas und stellten beide fest, dass Gloria Dea noch am Leben war. Durch diese Recherchen wurde auch der Magier David Copperfield auf die Geschichte Deas aufmerksam und machte sie einer breiteren Öffentlichkeit bekannt. So lud er sie im Oktober 2021 als Ehrengast zu einer seiner Shows in Las Vegas ein, wo sie mit stehenden Ovationen vom Publikum empfangen wurde. Daraufhin entdeckte auch die breitere Öffentlichkeit die Geschichte der hochbetagten Zauberin, die mehreren Medien anschließend Interviews gab. Anlässlich ihres 100. Geburtstages im August 2022 rief David Copperfield einen Gloria Dea Day aus; ein Politiker des Clark County überreichte ihr symbolisch den Key to the Las Vegas Strip. Ihre von diversen Magiern und anderen Honoratioren besuchte Geburtstagsfeier fand an diesem Tag im Westgate Casino statt und war Deas letzter öffentlicher Auftritt. Sie starb im März 2023 in Las Vegas im Alter von 100 Jahren an einer koronaren Herzkrankheit. Drei Tage später hätte sie eigentlich in die Hall of Fame des College of Fine Arts der University of Nevada, Las Vegas aufgenommen werden sollen; diese Ehrung fand dennoch statt und ereignete sich im Beisein David Copperfields.

## Filmografie (Auswahl)
- 1945: Mexicana
- 1945: Bezaubernd aber gefährlich
- 1952: King of the Congo
- 1955: Tempel der Versuchung
- 1956: Producers’ Showcase (eine Folge)
- 1957: Plan 9 aus dem Weltall